# Passalora tomentosae
Passalora tomentosae är en svampart som först beskrevs av Clifford George Hansford, och fick sitt nu gällande namn av U. Braun & Crous 2003. Passalora tomentosae ingår i släktet Passalora och familjen Mycosphaerellaceae.   Inga underarter finns listade i Catalogue of Life.